# Caligny
Caligny est une commune française, située dans le département de l'Orne en région Normandie, peuplée de 845 habitants.

## Géographie
La commune est en Bocage normand, au nord du Bocage flérien. L'atlas des paysages de la Basse-Normandie place la commune au nord-est de l'unité des hauts pays de l’ouest ornais et du Mortainais située majoritairement au nord-ouest du département de l'Orne et caractérisée par un « paysage  rude, marqué  par  un  relief  complexe modelé par les cours d’eau qui en divergent comme d’un château d’eau ». Son bourg est à 7 km au sud-ouest de Condé-sur-Noireau, à 7,5 km au nord de Flers et à 13 km au nord-est de Tinchebray.
La route départementale no 911 (ancienne route nationale 811) reliant Condé-sur-Noireau au nord-est à Tinchebray par Saint-Pierre-d'Entremont à l'ouest traverse le nord du territoire. Le bourg y est relié par la D 300 qui continue vers Flers au sud et permet au nord de retrouver Saint-Germain-du-Crioult. Dans le bourg, la D 300 croise la D 806 qui mène à Montilly-sur-Noireau à l'est et rejoint la D 911 au nord-ouest avant de reprendre vers le sud vers Cerisy-Belle-Étoile au sud-ouest, commune dont le bourg est plus directement joignable par la D 257. Les accès les plus habituels se font par la D 911 via Tinchebray ou Condé-sur-Noireau ou via Flers par la route Condé-Flers (D 962) au carrefour du Pont de Vère, au sud-est du territoire. La gare la plus proche est la gare de Flers (ligne Paris-Granville), à 8 km au sud du bourg.
Caligny est dans le bassin de l'Orne, par son affluent le Noireau, qui traverse la commune, et l'affluent de celui-ci, la Vère, qui délimite le territoire au sud-est. Quatre autres affluents plus courts du Noireau parcourent le territoire communal, dont la Mainguère qui marque la limite au nord-est et le ruisseau de la Vallée qui fait également fonction de limite à l'est.
Le point culminant (210 m) se situe en limite sud-est, entre les lieux-dits le Breuil et le Pont de Vère. Le point le plus bas (89 m) correspond à la sortie du Noireau du territoire, au nord-est. La commune est bocagère.
Le climat est océanique, comme dans tout l'Ouest de la France. La station météorologique la plus proche est Caen-Carpiquet, à 43 km. Le Bocage flérien s'en différencie toutefois pour la pluviométrie annuelle qui, à Caligny, avoisine les 950 mm.
Les lieux-dits sont, du nord-ouest à l'ouest, dans le sens horaire : la Bédardière, le Vieux Caligny, le Mont Joly, le Pont Aumoitte, le Mois, la Londe, la Houlière, les Rivières, la Mainguère (au nord), le Pertiller, la Boulière, la Croix à la Main, les Prés, la Frictière, les Bordaines (à l'est), la Quiquère, les Ramées, la Gausselinière, le Breuil, le Pont de Vère, les Vallées, la Bunodière, l'Aubrière, la Chaussée (au sud), le Hoguet, la Harie, les Châtelets, les Perliyers, la Perrière, le Bourg, la Croute, l'Hôpital, la Motte, le Verger, la Mare, le Pont, la Ruaudière, la Vallée Rabache (à l'ouest) et la Pignochère.
| Condé-en-Normandie (comm. dél. de Saint-Germain-du-Crioult, Calvados), Moncy (par un angle) | Condé-en-Normandie (comm. dél. de Saint-Germain-du-Crioult, Calvados) | Montilly-sur-Noireau          |
| Saint-Pierre-d'Entremont, Cerisy-Belle-Étoile                                               | Caligny                                                               | Montilly-sur-Noireau          |
| La Bazoque, Cerisy-Belle-Étoile                                                             | La Lande-Patry                                                        | Saint-Georges-des-Groseillers |

### Hydrographie
La commune est située dans le bassin Seine-Normandie. Elle est drainée par le Noireau, la Vere, la Visance, la Mainguere, le fossé 01 de la Croix à la Main, le fossé 01 de la Tournerie, le fossé 11 de la Vallée, le Noireau, le ruisseau d'Aubusson et divers autres petits cours d'eau,.
Le Noireau, d'une longueur de 43 km, prend sa source dans la commune de Saint-Christophe-de-Chaulieu et se jette  dans l'Orne à Ménil-Hubert-sur-Orne, après avoir traversé 15 communes. Les caractéristiques hydrologiques de le Noireau sont données par la station hydrologique située sur la commune de Condé-en-Normandie. Le débit moyen mensuel est de 4,9 m3/s. Le débit moyen journalier maximum est de 47,7 m3/s, atteint lors de la crue du 5 janvier 2018. Le débit instantané maximal est quant à lui de 58,7 m3/s, atteint le 4 janvier 2018.

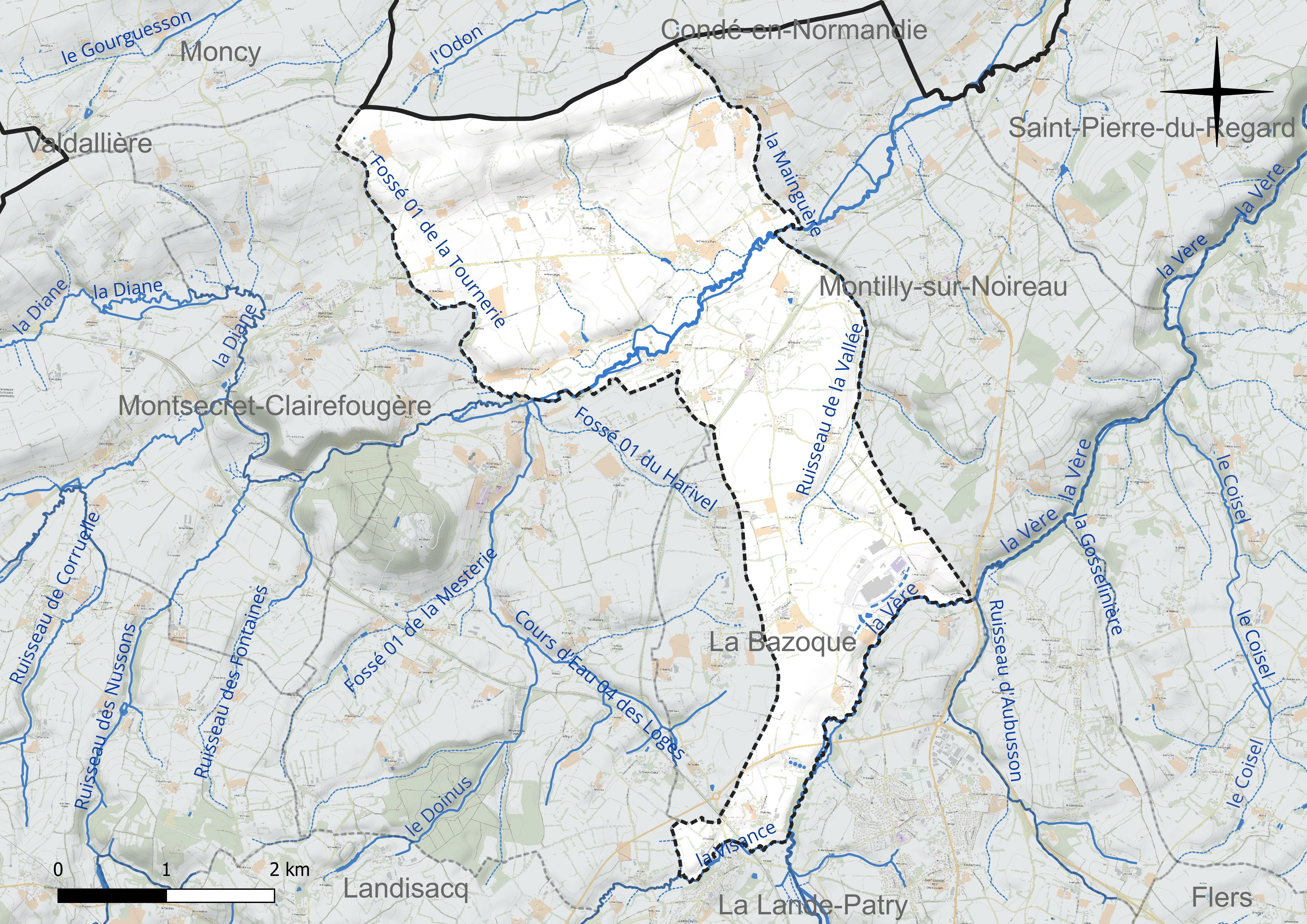
Réseau hydrographique de Caligny.

La Vère, d'une longueur de 25 km, prend sa source dans la commune de Landigou et se jette  dans le Noireau à Saint-Pierre-du-Regard, après avoir traversé douze communes. 
La Visance, d'une longueur de 11 km, prend sa source dans la commune de Chanu et se jette  dans la Vère en limite de La Lande-Patry et de la commune, après avoir traversé six communes. 

### Climat
Pour des articles plus généraux, voir Climat de la Normandie et Climat de l'Orne.
En 2010, le climat de la commune est de type climat océanique franc, selon une étude du CNRS s'appuyant sur une série de données couvrant la période 1971-2000. En 2020, Météo-France publie une typologie des climats de la France métropolitaine dans laquelle la commune est exposée à un climat océanique et est dans la région climatique Normandie (Cotentin, Orne), caractérisée par une pluviométrie relativement élevée (850 mm/a) et un été frais (15,5 °C) et venté. Parallèlement le GIEC normand, un groupe régional d’experts sur le climat, différencie quant à lui, dans une étude de 2020, trois grands types de climats pour la région Normandie, nuancés à une échelle plus fine par les facteurs géographiques locaux. La commune est, selon ce zonage, exposée à un « climat contrasté des collines », correspondant au Bocage normand, bien arrosé, voire très arrosé sur les reliefs les plus exposés au flux d’ouest, et frais en raison de l’altitude.
Pour la période 1971-2000, la température annuelle moyenne est de 10,5 °C, avec une amplitude thermique annuelle de 12,5 °C. Le cumul annuel moyen de précipitations est de 817 mm, avec 13,6 jours de précipitations en janvier et 7,8 jours en juillet. Pour la période 1991-2020, la température moyenne annuelle observée sur la station météorologique la plus proche, située sur la commune d'Athis-Val de Rouvre à 7 km à vol d'oiseau, est de 10,6 °C et le cumul annuel moyen de précipitations est de 944,7 mm,. Pour l'avenir, les paramètres climatiques de la commune estimés pour 2050 selon différents scénarios d’émission de gaz à effet de serre sont consultables sur un site dédié publié par Météo-France en novembre 2022.

## Urbanisme

### Typologie
Au 1er janvier 2024, Caligny est catégorisée commune rurale à habitat dispersé, selon la nouvelle grille communale de densité à sept niveaux définie par l'Insee en 2022.
Elle est située hors unité urbaine. Par ailleurs la commune fait partie de l'aire d'attraction de Flers, dont elle est une commune de la couronne,. Cette aire, qui regroupe 38 communes, est catégorisée dans les aires de 50 000 à moins de 200 000 habitants,.

### Occupation des sols
L'occupation des sols de la commune, telle qu'elle ressort de la base de données européenne d’occupation biophysique des sols Corine Land Cover (CLC), est marquée par l'importance des territoires agricoles (95,2 % en 2018), en diminution par rapport à 1990 (99 %). La répartition détaillée en 2018 est la suivante : 
terres arables (49,5 %), prairies (37,1 %), zones agricoles hétérogènes (8,6 %), zones industrielles ou commerciales et réseaux de communication (3,2 %), zones urbanisées (1 %), mines, décharges et chantiers (0,6 %). L'évolution de l’occupation des sols de la commune et de ses infrastructures peut être observée sur les différentes représentations cartographiques du territoire : la carte de Cassini (XVIIIe siècle), la carte d'état-major (1820-1866) et les cartes ou photos aériennes de l'IGN pour la période actuelle (1950 à aujourd'hui).

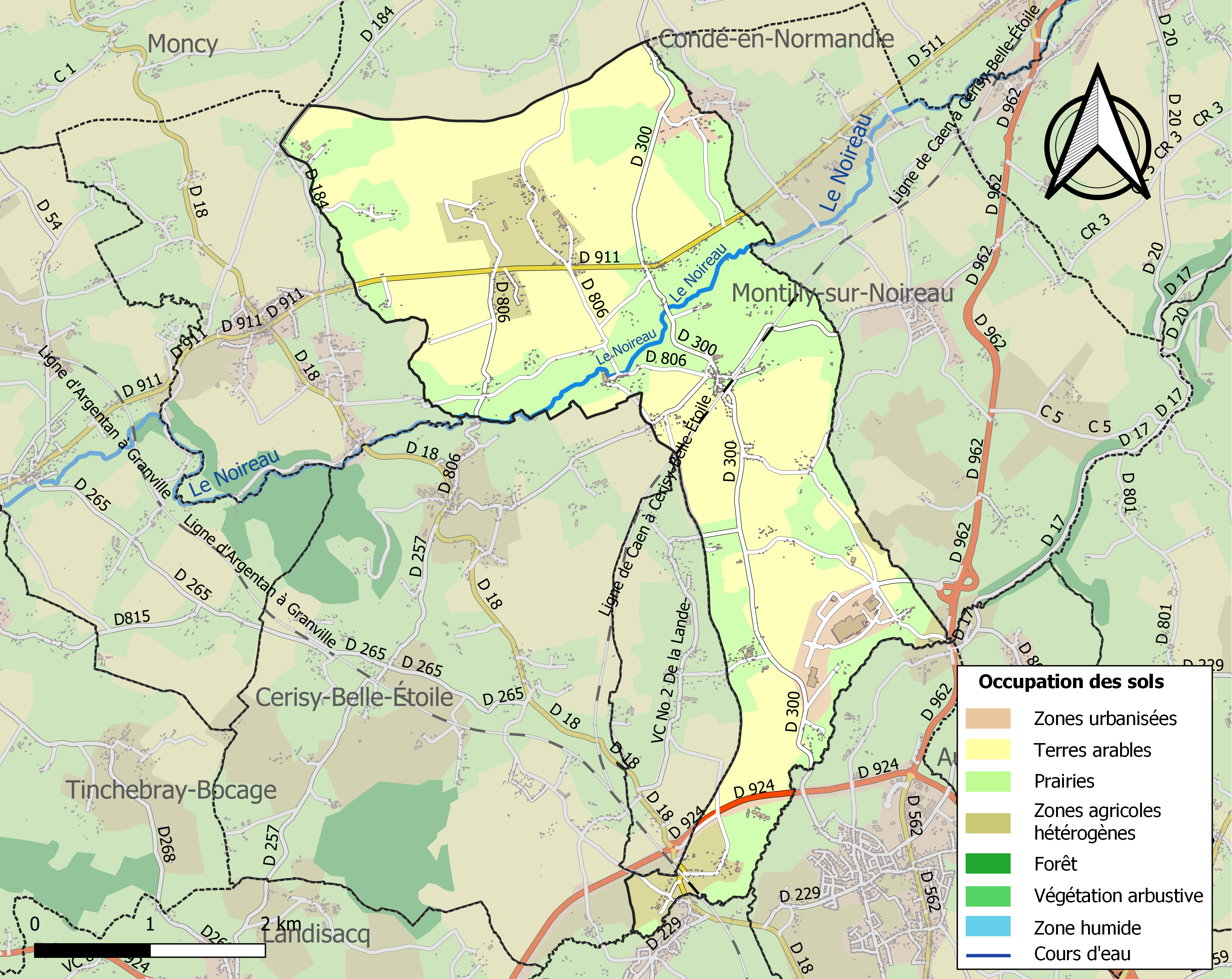
Carte des infrastructures et de l'occupation des sols de la commune en 2018 (CLC).

## Toponymie
Le toponyme est attesté sous les formes Caligneo en 1077-1082 et de Caligneyo en 1350. Il serait issu de l'anthroponyme roman Calinius et du suffixe gallo-roman -acum,,.
Le gentilé est Calignien.

## Histoire
Le 3 septembre 2009, la nouvelle usine de l'équipementier automobile Faurecia à Caligny reçoit le président de la République, Nicolas Sarkozy, accompagné des ministres chargés de la Relance Patrick Devedjian, de l'Industrie Christian Estrosi, et du secrétaire d'État à l'Emploi Laurent Wauquiez.

## Héraldique
| Blason de Caligny | Blason  | De sable aux trois aigles au vol abaissé d'or. |
| Blason de Caligny | Détails |                                                |

## Politique et administration
| Période                                  | Période   | Identité             | Étiquette | Qualité           |
| ---------------------------------------- | --------- | -------------------- | --------- | ----------------- |
| avant 1988                               | ?         | Charles Lebailly     |           |                   |
| 1989                                     | mars 2008 | Jean-Pierre Blanquet | SE        | Employé de banque |
| mars 2008                                | mars 2014 | Daniel Cattelain     | SE        | Journaliste       |
| mars 2014                                | En cours  | Gilles Rabache       | SE        | Agriculteur       |
| Les données manquantes sont à compléter. |           |                      |           |                   |

Le conseil municipal est composé de quinze membres dont le maire et trois adjoints.

## Démographie
L'évolution du nombre d'habitants est connue à travers les recensements de la population effectués dans la commune depuis 1793. Pour les communes de moins de 10 000 habitants, une enquête de recensement portant sur toute la population est réalisée tous les cinq ans, les populations de référence des années intermédiaires étant quant à elles estimées par interpolation ou extrapolation. Pour la commune, le premier recensement exhaustif entrant dans le cadre du nouveau dispositif a été réalisé en 2006.
En 2022, la commune comptait 845 habitants, en évolution de +1,32 % par rapport à 2016 (Orne : −3,21 %, France hors Mayotte : +2,11 %).
Caligny a compté jusqu'à 1 680 habitants en 1861.
| 1793  | 1800  | 1806  | 1821  | 1831  | 1836  | 1841  | 1846  | 1851  |
| ----- | ----- | ----- | ----- | ----- | ----- | ----- | ----- | ----- |
| 1 327 | 1 145 | 1 343 | 1 173 | 1 360 | 1 376 | 1 560 | 1 626 | 1 650 |

| 1856  | 1861  | 1866  | 1872  | 1876  | 1881  | 1886  | 1891  | 1896  |
| ----- | ----- | ----- | ----- | ----- | ----- | ----- | ----- | ----- |
| 1 672 | 1 680 | 1 611 | 1 583 | 1 557 | 1 513 | 1 433 | 1 309 | 1 150 |

| 1901 | 1906 | 1911 | 1921 | 1926 | 1931 | 1936 | 1946 | 1954 |
| ---- | ---- | ---- | ---- | ---- | ---- | ---- | ---- | ---- |
| 999  | 915  | 830  | 789  | 806  | 810  | 746  | 747  | 859  |

| 1962 | 1968 | 1975 | 1982 | 1990 | 1999 | 2006 | 2011 | 2016 |
| ---- | ---- | ---- | ---- | ---- | ---- | ---- | ---- | ---- |
| 793  | 738  | 718  | 757  | 832  | 870  | 843  | 851  | 834  |

| 2021 | 2022 | - | - | - | - | - | - | - |
| ---- | ---- | - | - | - | - | - | - | - |
| 835  | 845  | - | - | - | - | - | - | - |

## Économie
- Usine Faurecia.

## Lieux et monuments
- Église Saint-Éloi (XVIIe-XIXe siècles).
- Chapelle Notre-Dame-du-Chêne.
- Gare de Caligny (1868).

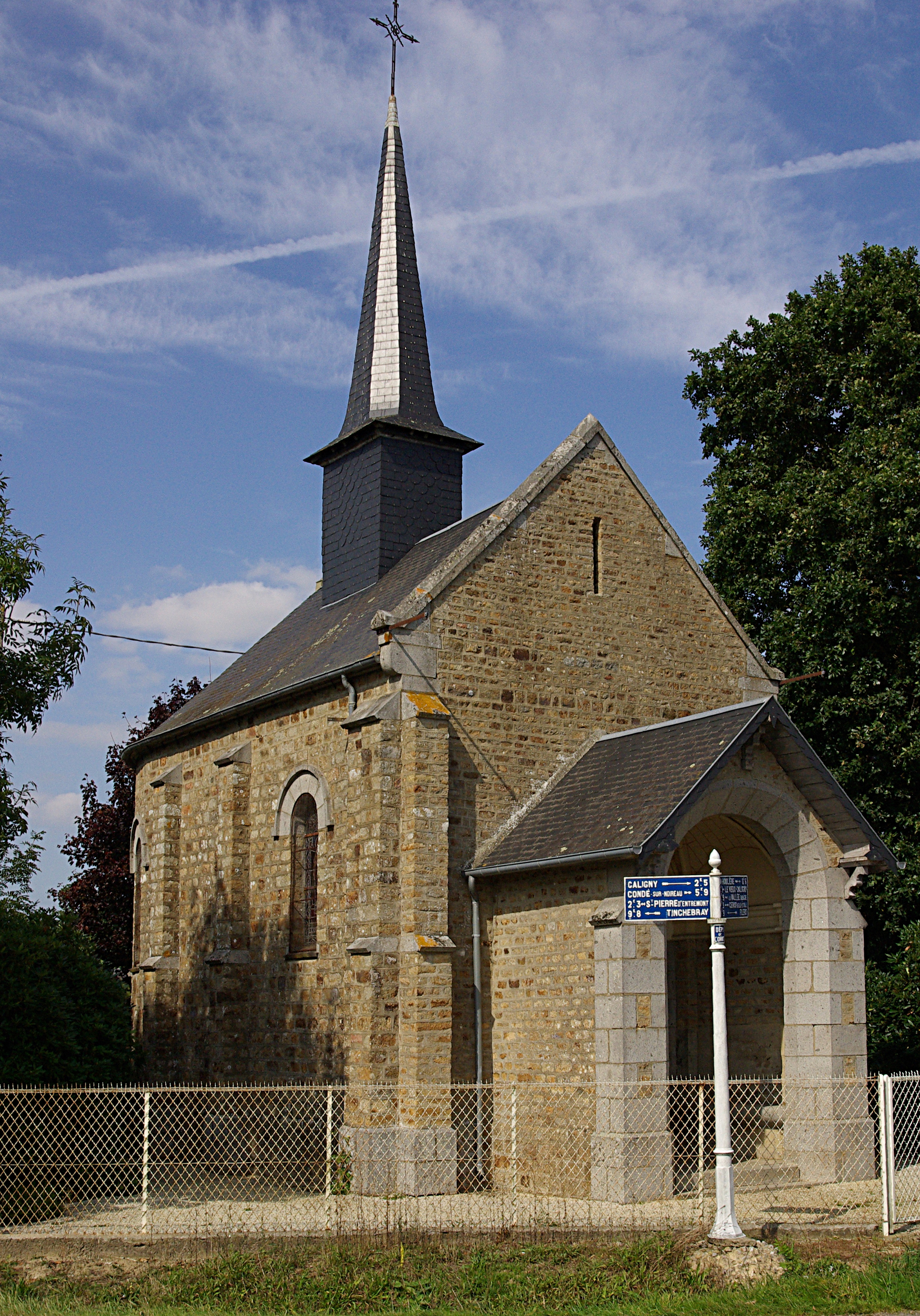
La chapelle Notre-Dame-du-Chêne.
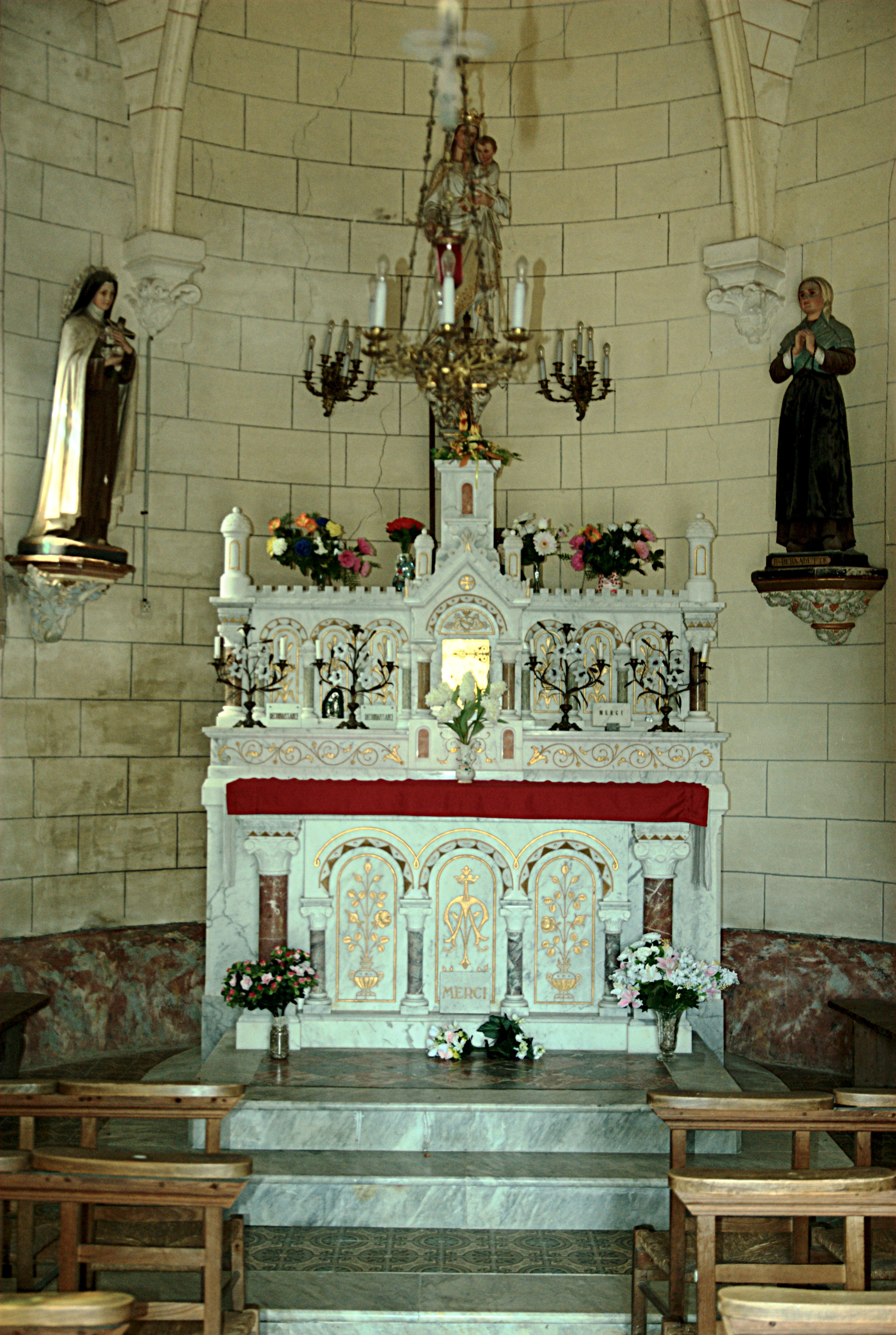
L'autel de la chapelle.

## Activité et manifestations

### Sports
Avant juin 2013, l'Association sportive Caligny-Saint-Pierre faisait évoluer une équipe de football en division de district.

## Personnalités liées à la commune
La commune était le siège nobiliaire de la famille Hüe de Caligny, d'ancienne noblesse, qui a eu dans ses rangs des officiers généraux, ingénieurs de fortifications dans le génie militaire (Jean-Anténor, Louis-Rolland) au cours des XVIIe et XVIIIe siècles.